# Liste von Museen in Breslau
Museen in Breslau bezeichnet Museen in Wrocław, Polen:
- Erzdiözesanmuseum (Muzeum Archidiecezjalne)
- Pharmaziemusem
- Museum für Post und Telekommunikation
- Theatermuseum

- Nationalmuseum (Muzeum Narodowe we Wrocławiu)
  - Panorama von Racławice
  - Ethnographisches Museum (Muzeum Etnograficzne we Wrocławiu)
  - Vier-Kuppel-Pavillon

- Stadtmuseum von Breslau (Muzeum Miejskie Wrocławia); siehe Breslauer Stadtschloss

- Universitätsmuseum (Muzeum Uniwersytetu Wrocławskiego); siehe Universität Breslau

- Hydropolis oder Hydropolis Center für ökologische Bildung (Centrum Edukacji Ekologicznej „Hydropolis“)

Ehemalige Museen in Breslau (vor 1945):
- Schlesisches Museum der Bildenden Künste; ehemals Königliches Museums für Kunst und Altertümer (seit 1815)

- Städtische Museen in Breslau:
  - Schlesisches Museum für Kunstgewerbe und Altertümer; bis 1899 Museum Schlesischer Alterthümer
  - Schloßmuseum (1925–1945); siehe Breslauer Stadtschloss#Geschichte
  - Villa Neisser: Städtische Kunstsammlung Albert und Toni Neisser (1918–1936)

- Jüdisches Museum

- Jahrhundertausstellung Breslau 1913; siehe Jahrhunderthalle (Breslau)